# Agüita Zarca
Agüita Zarca är en ort i Mexiko.   Den ligger i kommunen Mezquital och delstaten Durango, i den centrala delen av landet, 700 km nordväst om huvudstaden Mexico City. Agüita Zarca ligger 1 626 meter över havet och antalet invånare är 109.
Terrängen runt Agüita Zarca är kuperad. Runt Agüita Zarca är det mycket glesbefolkat, med 3 invånare per kvadratkilometer. Närmaste större samhälle är Candelaria del Alto, 11,2 km sydväst om Agüita Zarca. I omgivningarna runt Agüita Zarca växer huvudsakligen savannskog.